# Klášter Santa Clara (Funchal)
Klášter Svaté Kláry (portugalsky Convento de Santa Clara) ve Funchalu je ženský klášter františkánského řádu. Založil jej koncem 15. století nejstarší syn objevitele Madeiry Zarca a v pořadí druhý kapitán funchalské kapitánie João Gonçalves da Câmara. 

## Historie
Stavba začala roku 1492 kolem malé kaple Nossa Senhora da Conceição, která byla podstatně zvětšena. Stavba kláštera trvala do roku 1497.
Klášter hrál značnou společenskou roli jako bezpečné útočiště neprovdaných šlechtičen před svatbou. Byl i doživotním útočištěm šlechtických vdov. Po celých 500 let své existence zůstal ženským klášterem františkánského řádu.
Během století byl klášter několikrát přebudováván. Roku 1917 byl poškozen palbou z německých lodí. Dnes se řeholnice starají o hospodářství kláštera a jeho zahrady. Klášter provozuje mateřskou školu. Řeholnice pracují jako průvodkyně klášterem.

## Interiér kláštera
V hlavním kostele kláštera před hlavním oltářem pod dřevěnou podlahou je gotická hrobka z 15. století. V ní je pohřben João Gonçalves Zarco, jeho žena a jejich nejstarší dcera, která byla první matkou představenou tohoto kláštera. Za vstupem do kostela je další hrobka, obsahující pozůstatky další Zarcovy dcery a jejího manžela. V klášteře jsou na jiných místech pochováni Zarcovi vnuci.
K zajímavostem výzdoby hlavního kostela patří stříbrná modlitebna a výzdoba stěn lodi kachličkami azulejos z 18. století. Jejich typický vzor je nazýván vzorem Santa Clara.

## Galerie

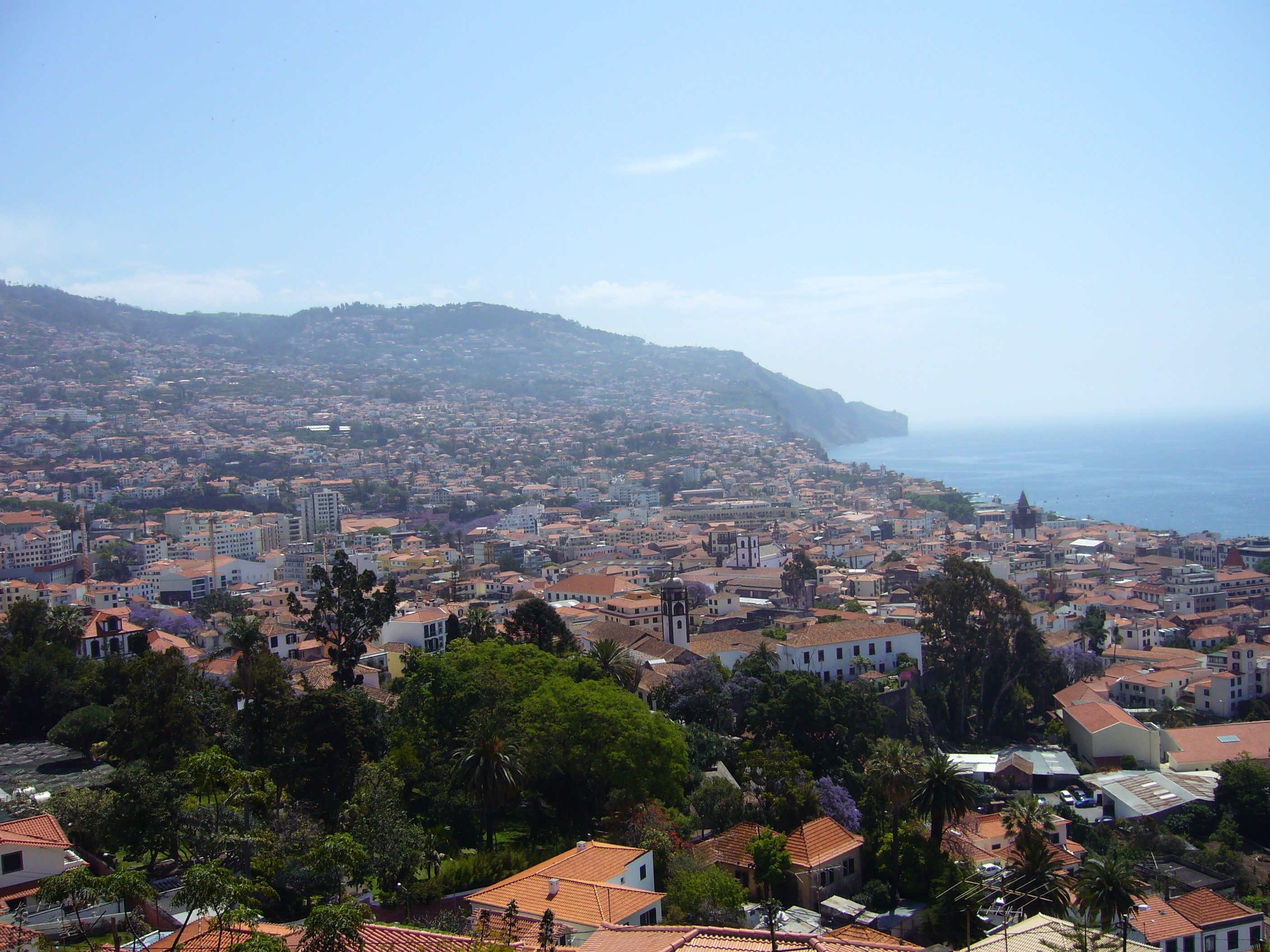
Pohled na jádro Funchalu z pevnosti Fortaleza do Pico. V popředí věž kostela Svaté Kláry. Zcela vpravo špičatá věž katedrály Sé.
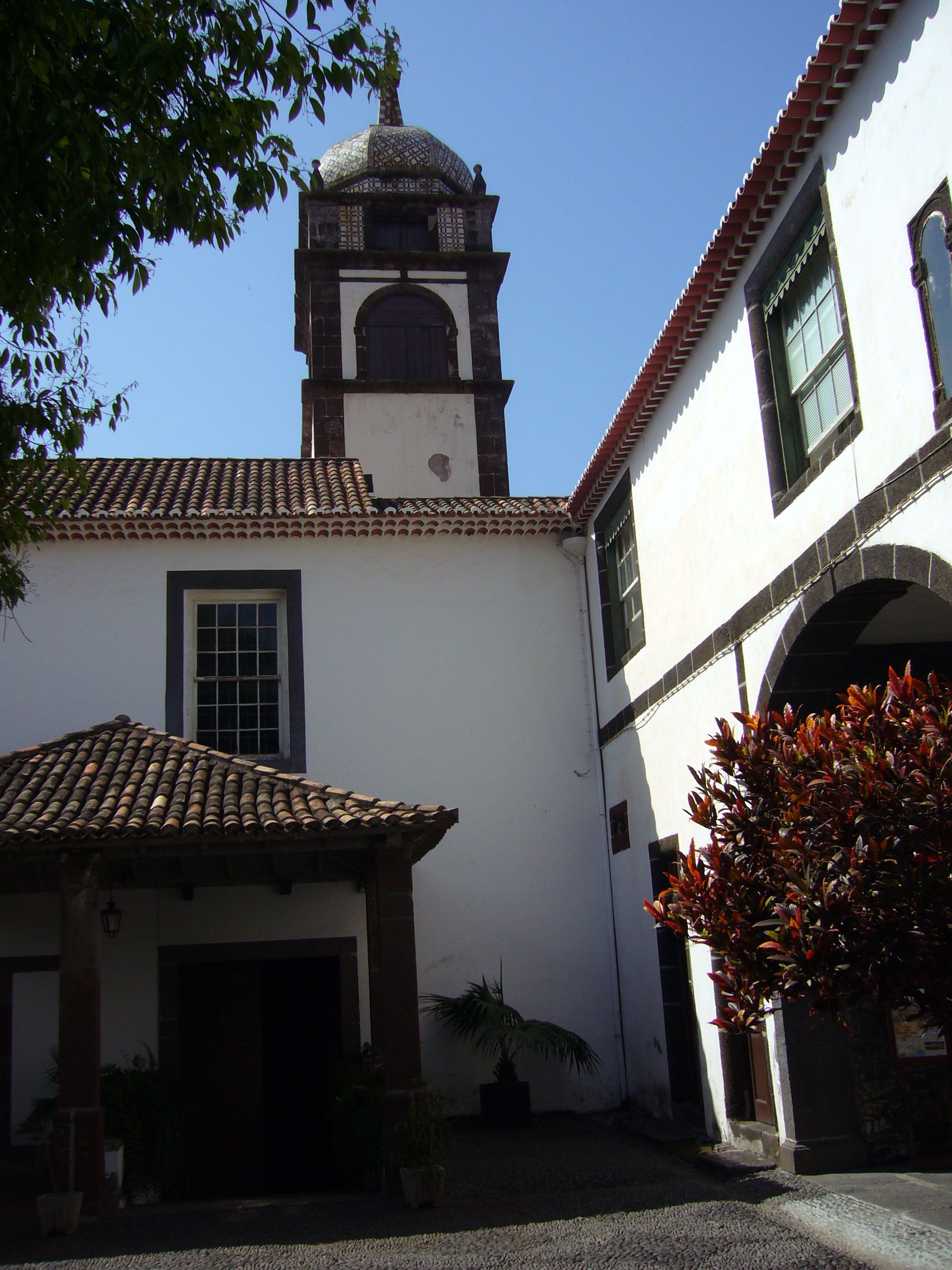
Nádvoří kláštera Santa Clara
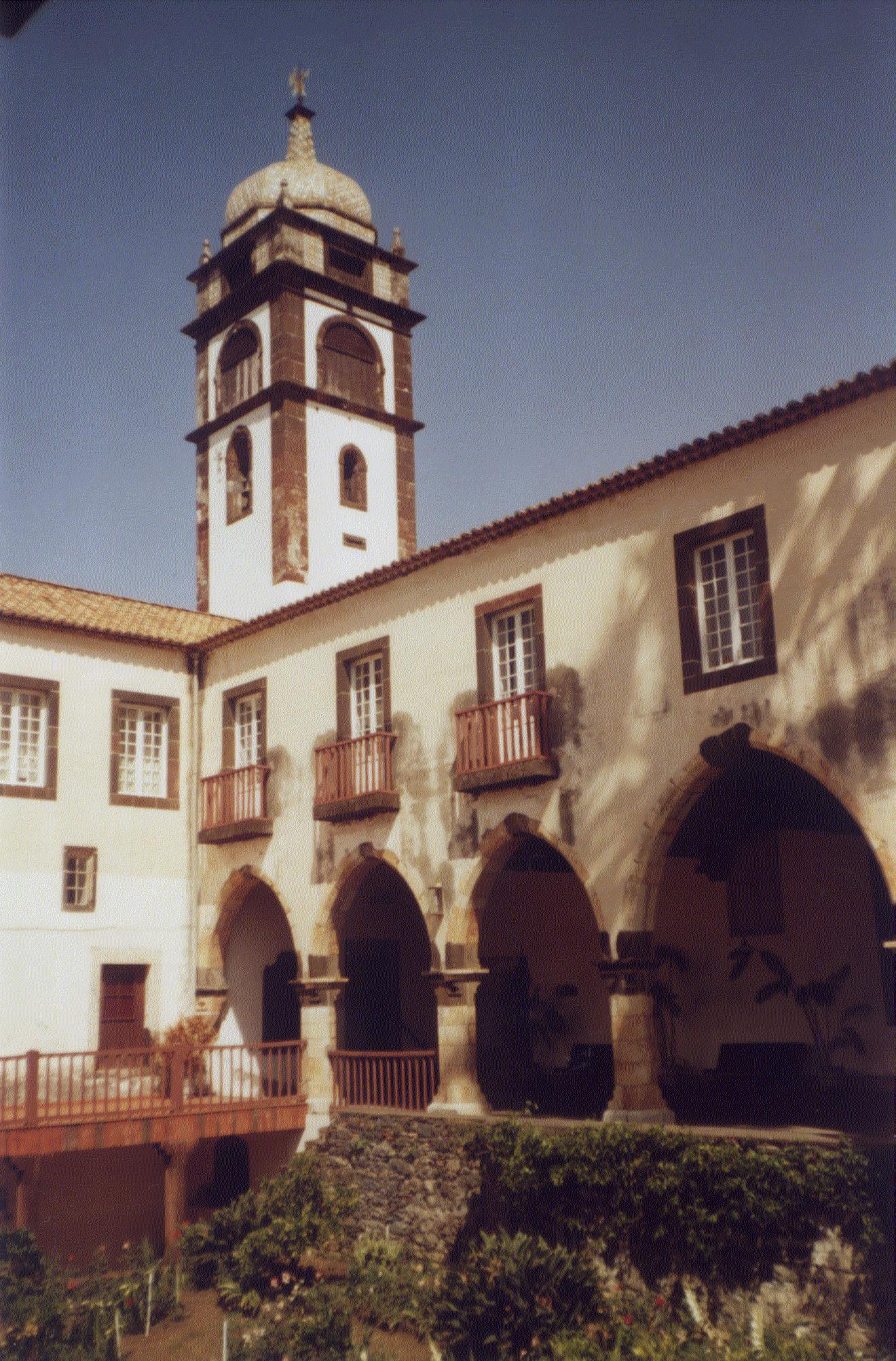
Vstup do zahrad kláštera Svaté Kláry